# كريستين جاكسون
كريستين جاكسون (بالإنجليزية: Christine Jackson)‏ هي عازفة تشيلو بريطانية، ولدت في 1962 في لندن في المملكة المتحدة، وتوفيت في 24 يناير 2016 في Cairns Hospital ‏ في أستراليا بسبب أم الدم داخل القحف.

## وصلات خارجية
- كريستين جاكسون على موقع ميوزك برينز (الإنجليزية)
- كريستين جاكسون على موقع ديسكوغز (الإنجليزية)